# Agnelo Regalla
Agnelo Augusto Regalla, également connu sous son pseudonyme Sakala, né le 9 juillet 1952 à Campeane dans la région de Tombali, est un poète, journaliste et homme politique bissau-guinéen.

## Biographie
Regalla est né en 1952 dans la petite ville de Campeane dans la région de Tombali. Il a étudié le journalisme en France au Centre de Formation des Journalistes. Il a réorganisé et dirigé l'organisation de la radiodiffusion nationale de Guinée-Bissau de 1974 à 1977, puis a fondé la station privée Bombolom FM en 1996.
Il a été directeur général du ministère des Affaires étrangères de 1987 à 1990, et secrétaire d'État à l'information au ministère de l'Information de 1984 à 1985 et de nouveau de 1990 à 1991. Il a été président du parti Union pour le changement et a été élu député du parti à l'Assemblée populaire nationale de 1994 à 1998,. Entre septembre 2009 et janvier 2012, il a été conseiller en communication et porte-parole du président de l'époque, Malam Bacai Sanhá. En 2018, il a été nommé par le premier ministre Aristide Gomes président du Conseil des ministres et des sujets parlementaires.

## Littérature
Les textes de Regalla ont été publiés dans diverses anthologies telles que Mantenhas para quem Luta, une pièce publiée par le Conseil national de la culture en 1993 par Regalla composée d'écrivains bissau-guinéens surnommés par le poète angolais Mário Pinto de Andrade comme les "Meninos da Hora de Pindjiguiti". Regalla a été l'un des fondateurs de l'Association des écrivains de Guinée-Bissau le 10 octobre 2013.